# Karačunivská vodní nádrž
Karačunivská přehrada (ukrajinsky Карачунівське водосховище – Karačunivske vodoschovyšče, rusky Карачуновское водохранилище – Karačunovskoje vodochranilišče) je vodní nádrž na Inhulci na Ukrajině. Kromě něj do něj vtékají řeky Bokova a Bokovenka. Její hráz leží na západním okraji města Kryvyj Rih v Dněpropetrovské oblasti. Slouží pro zásobování Kryvého Rihu pitnou vodou a jako místní rekreační oblast.
Vodní nádrž má plochu přibližně 26,9 čtverečních kilometrů a objem přibližně 308,5 miliónů metrů krychlových. Přehradní hráz má výšku 24 metrů, délku 205 metrů a šířku 7,5 metru. Její výstavba začala v letech 1932–1938 a byla dokončena v letech 1954–1958. Pojmenována byla podle vesnice Karačunivka, kterou zatopila.
Během rusko-ukrajinské války byla hráz 14. září 2022 poškozena, přičemž ukrajinská armáda uvedla jako pravděpodobný důvod zasažení ruskými střelami Ch-101 vypálenými z bombardérů Tu-95.